# Badminton beim Europäischen Olympischen Jugendfestival
Badminton gehört beim Europäischen Olympischen Jugendfestival zu den Sportarten, die nicht ständig im Programm der Spiele sind. 2022 stand Badminton erstmals im Veranstaltungsplan. Es wurden Sieger und Platzierte in den Einzelwettbewerben und dem Mixed der Altersklasse U17 ermittelt.

## Die Sieger
| Saison    | Herreneinzel     | Dameneinzel      | Herrendoppel      | Damendoppel       | Mixed                   |
| --------- | ---------------- | ---------------- | ----------------- | ----------------- | ----------------------- |
| 1991 2019 | ohne Badminton   | ohne Badminton   | ohne Badminton    | ohne Badminton    | ohne Badminton          |
| 2021      | Salomon Thomasen | Nella Nyqvist    | nicht ausgetragen | nicht ausgetragen | Ravza Bodur Buğra Aktaş |
| 2023      | ohne Badminton   | ohne Badminton   | ohne Badminton    | ohne Badminton    | ohne Badminton          |
| 2025      | Kalyan Manoj     | Ishasriya Mekala | nicht ausgetragen | nicht ausgetragen | Milan Zeisig Laira Rohl |